# Mussaenda anomala
Mussaenda anomala là một loài thực vật có hoa trong họ Thiến thảo. Loài này được H.L.Li mô tả khoa học đầu tiên năm 1943.